# Fremont County, Wyoming
Fremont County är ett administrativt område i delstaten Wyoming, USA, med 40 123 invånare vid 2010 års folkräkning. Den administrativa huvudorten (county seat) är Lander och den största staden är Riverton.

## Historia
1868 grundades Wind Rivers indianreservat, som till största delen ligger i countyt och upptar omkring en tredjedel av dess nuvarande yta. Countyt grundades 1884 genom delning av Sweetwater County, efter beslut av legislaturen i det dåvarande Wyomingterritoriet. Det döptes efter John C. Frémont (1813–1890), militär och republikansk politiker. Delar av countyt kom senare att överföras till Big Horn County (1890), Hot Springs County (1911) och Sublette County (1921). Sedan 1921 har countyt sina nuvarande gränser.

## Geografi
Enligt United States Census Bureau har countyt en total area på 23 999 km², varav 23 781 km² är land och 218 km² är vatten. Bergskedjan Wind River Range, en del av Klippiga Bergen, går genom countyts västra del. Wyomings högsta bergstopp, Gannett Peak, ligger i countyt.

### Naturreservat
Bridger-Teton National Forest och Shoshone National Forest ligger delvis i countyt.

### Angränsande countyn
- Hot Springs County, Wyoming - nord
- Washakie County, Wyoming - nordöst
- Natrona County, Wyoming - öst
- Carbon County, Wyoming - sydöst
- Sweetwater County, Wyoming - syd
- Sublette County , Wyoming- väst
- Teton County, Wyoming - nordväst
- Park County, Wyoming - nordväst

## Orter
Invånarantal vid 2010 års folkräkning anges inom parentes. Orter i Wind Rivers indianreservat markeras med WR.

### Större städer (Cities)
Följande städer har kommunalt självstyre och över 4 000 invånare. 
- Lander (huvudort, 7 487 invånare)
- Riverton (10 615, WR)

### Småstäder (Towns)
Följande städer har kommunalt självstyre och under 4 000 invånare.
- Dubois (971)
- Hudson (458, WR)
- Pavillion (231)
- Shoshoni (649)

### Census-designated places
Följande orter saknar kommunalt självstyre och administreras direkt av countyt, samt i förekommande fall av Wind Rivers indianreservat.
| - Arapahoe (1 656, WR) - Atlantic City (37) - Boulder Flats (408, WR) - Crowheart (141, WR) | - Ethete (1 553, WR) - Fort Washakie (1 759, WR) - Jeffrey City (58) - Johnstown (242, WR) |

### Övriga befolkade platser
- Kinnear
- Kotey Place
- Lysite
- St. Stephens
- South Pass City

### Spökstad
- Miner's Delight

## Indianreservat
Wind Rivers indianreservat ligger till största delen i countyt. Reservatet tillhör nordarapahoernas och östshoshonernas stammar, som gemensamt tillsätter det styrande rådet i reservatet.